# Snavelbies
Snavelbies (Rhynchospora) is een geslacht uit de cypergrassenfamilie (Cyperaceae). De soorten hebben een kosmopolitische verspreidingsgebied en komen dus bijna overal ter wereld voor.

## Enkele soorten
- Rhynchospora alba - Witte snavelbies
- Rhynchospora californica
- Rhynchospora capillacea
- Rhynchospora capitellata
- Rhynchospora colorata
- Rhynchospora fusca - Bruine snavelbies
- Rhynchospora glomerata
- Rhynchospora knieskernii
- Rhynchospora macrostachya
- Rhynchospora megaplumosa
- Rhynchospora nervosa
- Rhynchospora waspamensis

... · 
Blysmus · 
Bolboschoenus · 
Carex (Zegge) · 
Cladium · 
Cyperus (Cypergras) · 
Eleocharis (Waterbies) · 
Eleogiton · 
Eriophorum (Wollegras) · 
Isolepis · 
Rhynchospora · 
Schoenoplectus (Bies) · 
Schoenus · 
Scirpoides · 
Scirpus · 
Trichophorum · 
...